# Lasha Shavdatuashvili
Lasha Shavdatuashvili (n. 31 ianuarie 1992, Gori, Kartli Interior⁠(d), Georgia) este un judocan ce a reprezentat Georgia, medaliat olimpic. A participat la 3 ediții ale Jocurilor Olimpice (2012, 2016, 2020) în care a câștigat o medalie de aur și o medalie de bronz.